# Die Braut am Scheidewege
Die Braut am Scheidewege ist eine US-amerikanische Stummfilmkomödie aus dem Jahr 1926 von Alfred Santell mit Dorothy Mackaill und Jack Mulhall in den Hauptrollen. Der Film wurde von First National in den Verleih gebracht und basiert auf der Kurzgeschichte Sadie of the Desert von Mildred Cram.

## Handlung
Sadie Hermann, Verkäuferin in einem New Yorker Pelzgeschäft, hegt einen Traum: Sie möchte nach Paris. Eines Tages wird Sadie auf dem Weg zur Arbeit von Herb McCarthy, einem U-Bahn-Schaffner, aus der überfüllten U-Bahn herausgeholt. Er beginnt ein freundliches Gespräch mit ihr und verabredet sich mit ihr für den folgenden Sonntag unter Cleopatra’s Needle im Central Park. Bald ist das Paar verlobt, und Sadie, die zur Einkäuferin ihrer Firma befördert wurde, erfährt, dass sie nach Paris reisen muss. Sadie ist daher gezwungen, ihren Hochzeitstermin abzusagen, was Herb entmutigt. Am Tag ihrer Abreise erhält Sadie ein Telegramm von Herb, in dem er ihr mitteilt, dass er nach einem Unfall im Krankenhaus liegt. Sadie geht zu ihm, und sie entscheiden sich für die Ehe statt für Paris. Herb enthüllt ihr, dass sein Vater der Präsident der U-Bahn-Gesellschaft ist.

## Hintergrund
Die Dreharbeiten begannen Mitte Mai 1926 im Studio von First National im New Yorker Stadtteil Bronx und endeten Mitte Juni 1926.
Da keine Kopien der sieben Filmrollen existieren, gilt der Film als verschollen.

## Veröffentlichung
Die Premiere des Films fand am 12. September 1926 in New York statt. 1927 kam er im Deutschen Reich und in Österreich in die Kinos, in Österreich unter dem Titel Amor in der Stadtbahn.

## Kritiken
In der kanadischen Tageszeitung Ottawa Citizen wurde die exzellente Besetzung hervorgehoben.
Der Kritiker der Berkeley Daily Gazette zeigte sich begeistert von einer extrem intelligenten Modenschau, ungewöhnlichen Aufnahmen der New Yorker Subway, einer Nachtclubszene, deren schiere Brillanz nur selten erreicht wurde, einer gut erzählten und inszenierten, süßen und einfachen Geschichte und den Szenenbildern, die uneingeschränktes Lob verdienen.